# Amarante foncé
Lagonosticta rubricata
Espèce
Statut de conservation UICN

 LC  : Préoccupation mineure
Statut CITES
L’Amarante foncé (Lagonosticta rubricata) est une espèce de passereaux appartenant à la famille des Estrildidae.

## Répartition et sous-espèces
Cet oiseau est répandu en Afrique subsaharienne (rare en Afrique australe et la corne de l'Afrique).
Selon la classification de référence du Congrès ornithologique international (14.2, 2024) :
- L. r. polionota Shelley, 1879 — de la Casamance au Nigeria ;
- L. r. congica Sharpe — du Cameroun au Soudan du Sud et à l'Angola ;
- L. r. haematocephala Neumann, 1907 — de l'Érythrée au Mozambique ;
- L. r. landanae Sharpe, 1890 — Gabon et République du Congo ;
- L. r. rubricata Lichtensetin, 1823 — sud du Mozambique et nord/est de l'Afrique du Sud.

## Habitat
Il préfère généralement les habitats humides et à végétation dense tels que les fougères Pteridium aquilinum en lisière de forêt, la savane avec des bois d'acacias, les herbes hautes dans et sous les broussailles ou les buissons d'épines, le long des ruisseaux et des rivières à végétation épaisse, souvent près de sentiers ou de routes tranquilles. Il être vu dans et autour des jardins et des villages ruraux, bien que moins souvent que d'autres amarantes.

## Galerie

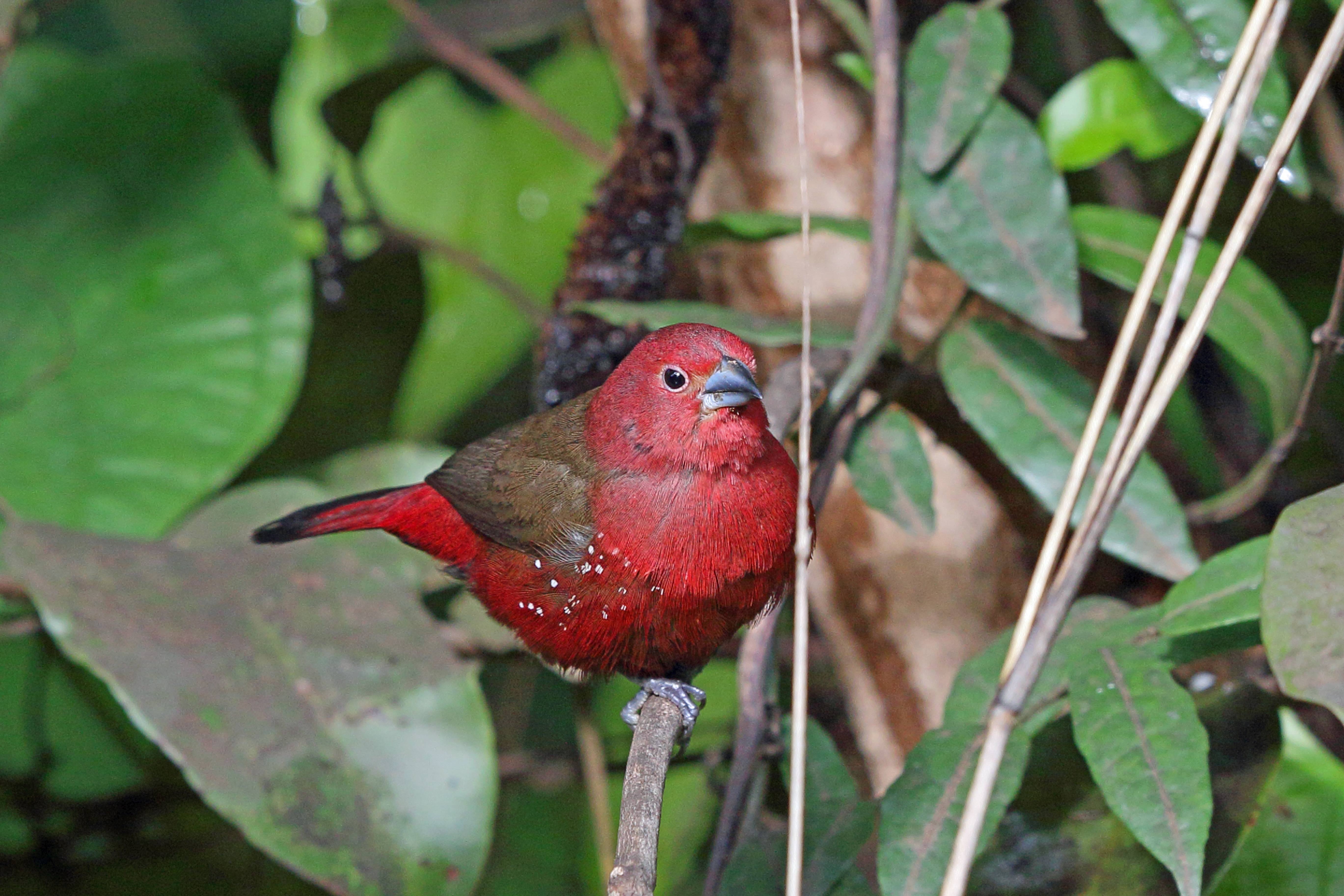
L. r. haematocephala
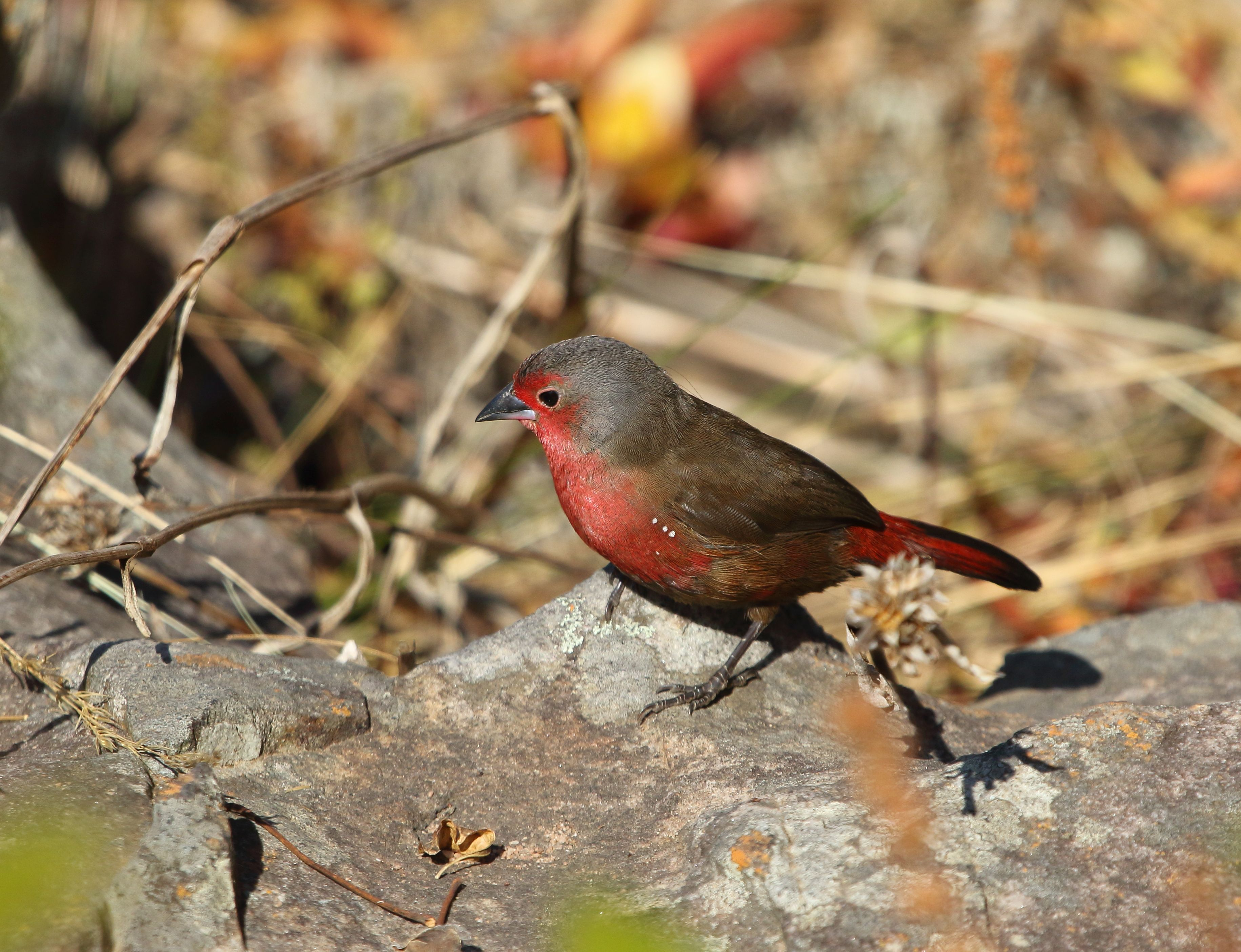
♂ L. r. rubricata
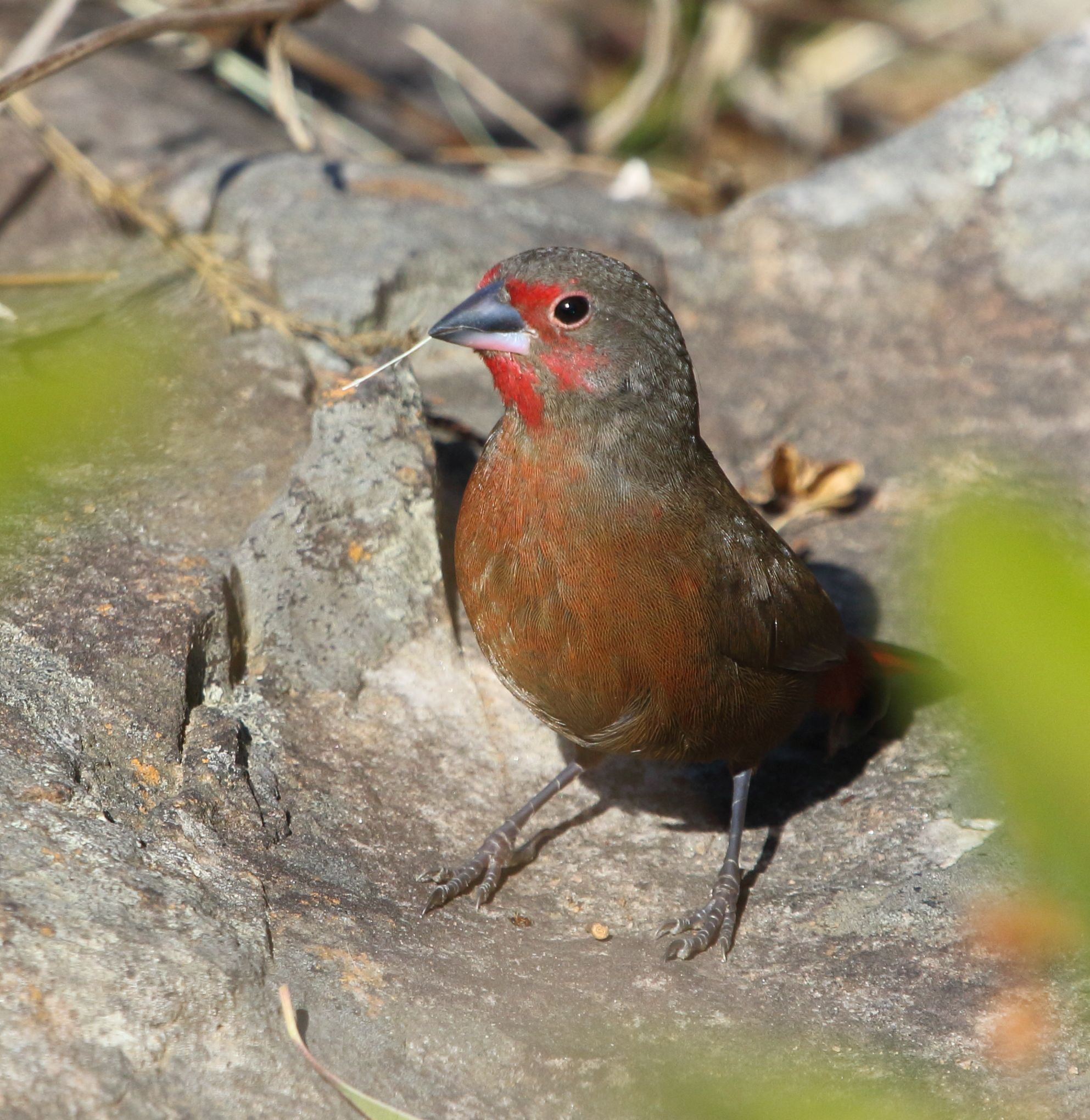
♀ L. r. rubricata
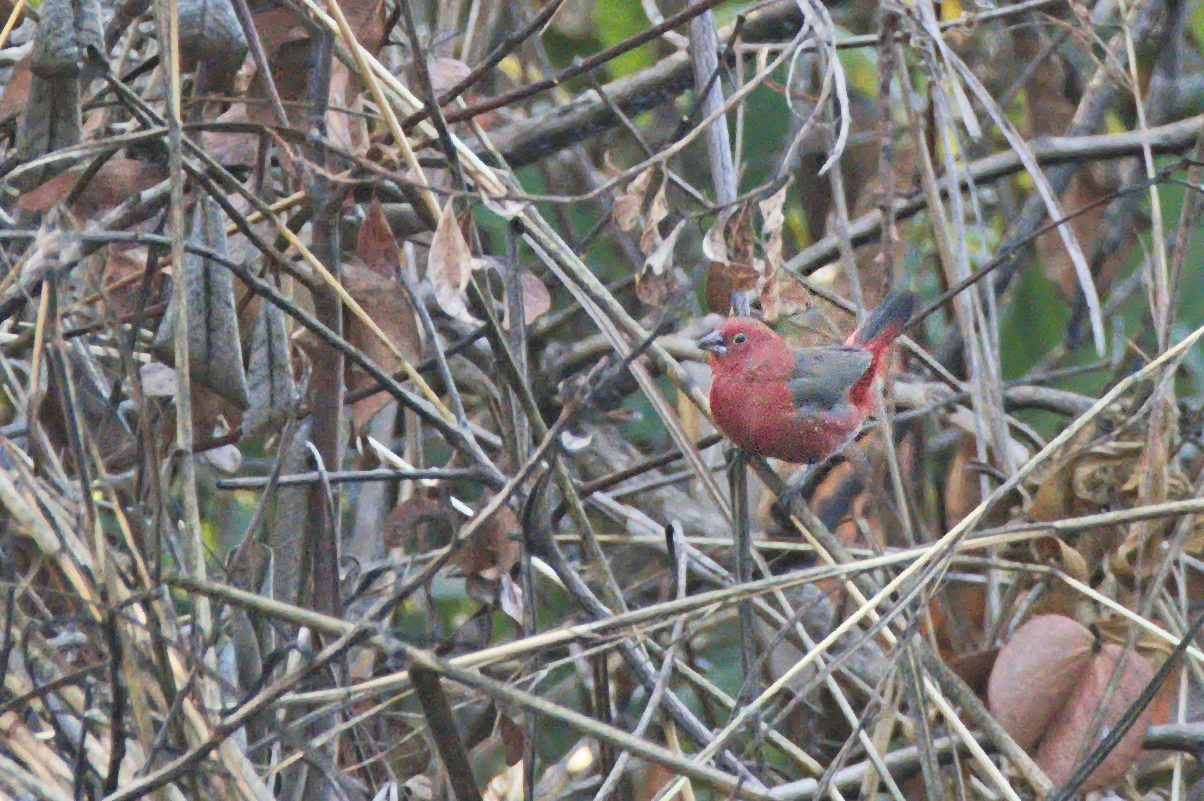
L. r. landanae